# Jižanský rock
Jižanský rock též southern rock je zvláštní typ rocku, který vznikl fúzí blues, rhythm and blues, boogie a country na konci 60. let v jižních státech USA a v 70. letech patřil mezi nejpopulárnější hudební styly rockové hudby. Vyznačuje se méně pronikavými tóny elektrických kytar, kratšími písněmi[zdroj?] a jednoduchými melodiemi.

## Důležité skupiny
K nejvýraznějším interpretům jižanského rocku patří např.
- The Allman Brothers Band
- Alabama Thunderpussy
- Atlanta Rhythm Section
- Black Stone Cherry
- Blackfoot
- Blackberry Smoke
- Black Oak Arkansas
- Creedence Clearwater Revival
- Derek Trucks Band
- Dixie Dregs
- Drive-By Truckers
- Georgia Satellites
- Gov't Mule
- Lynyrd Skynyrd
- Kid Rock
- Marshall Tucker Band
- Molly Hatchet
- Stevie Ray Vaughan
- Stillwater
- Tedesuki Trucks Band
- Wet Willie
- Johnny Winter
- ZZ Top

## Jižanský rock v České republice
K představitelům jižanského rocku v Česku patří např. Žlutý pes (Praha), Pumpa (Praha), The Cell (Praha), FullHouse (Mladá Boleslav), Sweet Pain (Praha), Blackies (Mladá Boleslav), Blue Rocket (Teplice), El Camino (Česká Třebová), Stetson (Rožnov p.Radhoštěm), FireDog (Ostrava), 1202 Station (Teplice), The Again (Olomouc) Jonah Hex Band (Olomouc) Louisianna Alley (Jablonec n.Nisou), Big Boy Band (Plzeň), Petr Bultas Band (Ústí nad Labem) Old Boars band (Mělník), Wild West (Hradec Králové) a dnes již nehrající legendární General Lee.